# 三田葆光
三田 葆光（さんだ かねみつ、文政8年（1825年）6月21日 - 明治40年（1907年）10月17日）は、幕末・明治の幕臣・国学者で、歌人・茶人としても知られた。別名に礼本、喜六、伊右衛門、伊兵衛。号は櫨園。

## 略歴
御家人の三田平之丞の子として生まれる。安政3年（1856年）年、箱館奉行支配調役並として箱館に赴任。函館行きには家族のほか、松浦武四郎が同行した。奉行所では河津祐邦と同僚だった。
文久元年（1861年）向山黄村に随行して欧米を巡る。帰国後、黄村とともに蝦夷に渡り、箱館奉行支配組頭として蝦夷開拓に従事。慶応3（1867年）年に外国奉行支配組頭としてフランスのパリ万国博覧会 (1867年)に派遣される。
維新後は駿府に下る徳川家に従い、黄村らとともに静岡に移る。1968年に黄村を長に静岡学問所が設立されると、和学教授を務めた。その後、神祇省教部小吏（1872年）、正院の権少史（1875年）、東京女子師範学校教諭、陸軍大学校兵学教官（1889年）などに就いたが辞職。1886年には共立女子職業学校の発起人に名を連ねている。
その後は小林歌城・黒川真頼に師事していた茶の湯と和歌をもって余生を送った。1898年（明治31年）に松浦詮が在京の知名士らと設立した輪番茶事グループ「和敬会」に加わり、会員の石黒忠悳・伊藤雋吉・伊東祐麿・戸塚文海・東胤城・東久世通禧・久松勝成・三井高弘・安田善次郎らと合わせて「十六羅漢」とあだ名されるほど茶人として知られた。
著書に『和学入門』、自詠の歌文集『櫨紅葉』7巻、『白石先生年譜』、『玉乃緒變格辨』などがある。

## 家族
- 父・三田平之丞(定雄) - 小普請方手代組頭[12]
- 母・三田花朝（1797-1888） - 幕末・明治時代の歌人。備後国福山藩士・町田三右衛門の娘。名はみを(三保子)。香川景樹に入門し和歌を学び、琴を嗜み、結婚後も夫婦で歌道を嗜んだ[13]。1856年の葆光の函館赴任に同行した際の道中記『箱館日記』(安政3年2月6日江戸出立より3月5日箱館着まで)『箱館かへさ日記』（同年4月11日箱館出帆から同30日の江戸帰着まで）を遺した。
- 妹・名前不明（1830-1914） - 入り婿に外国奉行、神奈川奉行の支配役を経て大蔵省役人となった三田弥吉[6]。「弥吉夫人」として中島歌子の萩の舎へ入門したことが樋口一葉日記に記されている。
- 長男・三田佶(ただし、1851年生) - 日本銀行監事。青年期に御書院組(奥詰銃隊)から沼津兵学校に入学し、資業生（正規生）に選抜されるも病弱のため中退[14][15]。1873年に来日したヨハネス・ユストゥス・ラインの日本調査では通訳として同行した[16]。1876年のフィラデルフィア万国博覧会で事務を担当し、翌年帰国、内国勧業博覧会事務局勤務などを経て[5]、1878年に渡仏、英国在留中に外務書記を命じられてロンドン公使館に勤務、1881年に帰国し大蔵省に出仕、翌年日本銀行創立委員となり、秘書役を経て1897年に監事就任[14]。岳父に元大蔵省権少書記官・高藤三郎（たか・ふじさぶろう）[17][9]。
- 次男・直悦（1862年生）
- 娘・元子 - 麹町の整骨医・名倉納の妻。納は1871年に静岡藩費で米国に留学し、当地の大学医学部を卒業して内務省免状を得た医師[18][19]。納の父は整骨医として知られた名倉弥五郎で、静岡病院医師[19]。